# Koptevîcivka, Iahotîn
Koptevîcivka (în ucraineană Коптевичівка) este un sat în comuna Bohdanivka din raionul Iahotîn, regiunea Kiev, Ucraina.

## Demografie
Componența lingvistică a localității Koptevîcivka
     Ucraineană (97,12%)
     Rusă (2,88%)
Conform recensământului din 2001, majoritatea populației localității Koptevîcivka era vorbitoare de ucraineană (97,12%), existând în minoritate și vorbitori de rusă (2,88%).